# Honda City

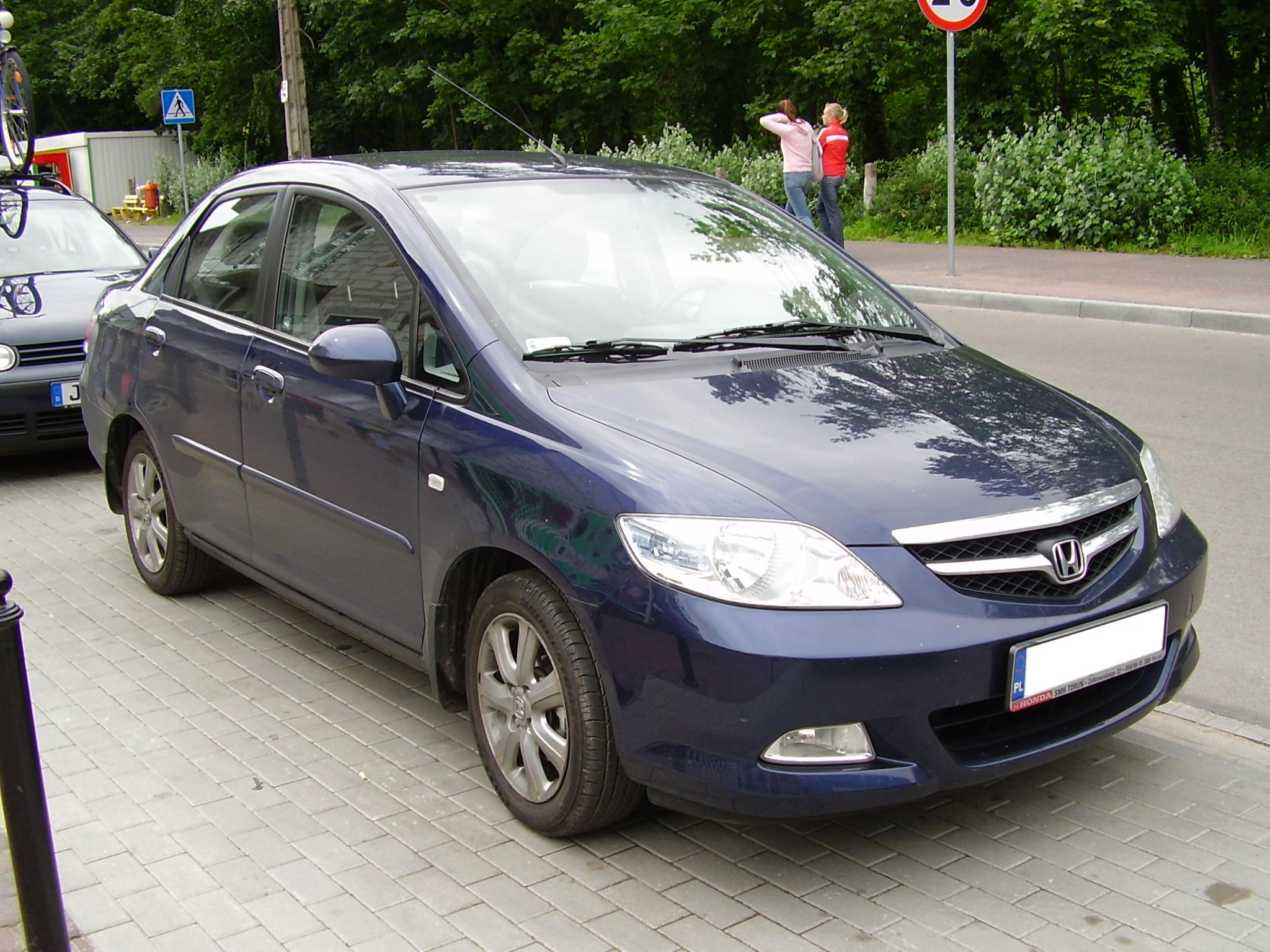
Honda City

Honda City är en mindre bilmodell från början av 1980-talet. När den skulle säljas i Europa fick den dock byta namn till Honda Jazz, eftersom Opel hade sökt rättigheterna till namnet City.